# Лисьва
Ли́сьва (рос. Лысьва) — місто в Пермському краї, Росії. Адміністративний центр Лисьвенського міського округу, має статус міського поселення.

## Географія
Розташоване на сході краю, за 86 км на схід від Пермі. Площа міста 26,4 кв. км. Місто розташоване на річці Лисьві. Місцевість являє собою широку, глибоко врізану долину. У центрі міста, на річці Лисьві, розташований ставок. Станція на залізниці Каліно — Кузіно.

## Історія
Лисьва як населений пункт був відомий вже в середині XVII століття. У 1785 р почалося зведення чавуноливарного заводу. Цей рік офіційно вважається роком заснування Лисьви. Першу плавку домна дала 2 грудня 1787 р. В міру розвитку заводу розвивалося і селище, яке стало в XIX ст. центром Лисьвенського заводського округу. 5 квітня 1926 року Лисьві був наданий статус міста.
Сьогодні Лисьва — один з найважливіших промислових та культурних центрів Прикам'я (5-е місце за обсягом промислової продукції).

## Населення
Населення — 59 610 осіб (2021 рік).
Національний склад
За підсумками перепису населення 1989 року в Лисьві за кількістю жителів переважають росіяни (92,3 %), друга за чисельністю населення національність — татари (4,8 %), чисельність населення інших національностей не перевищує 1 %.

## Економіка
Провідними галузями в структурі народного господарства міста є машинобудування та металообробка, легка промисловість, представлені також промисловість по виробництву будматеріалів, підприємства, переробники сільськогосподарської продукції. Лисьвенський металургійний завод виробляє листовий прокат, електролітично оцинковану сталь з полімерним покриттям, емальований та оцинкований посуд, електро-і газові плити, молочні фляги. ТОВ «Лисьвенський завод нафтового машинобудування» («Лисьванафтомаш») виробляє обладнання для нафтовидобутку (заглибні електродвигуни та гідрозахист) і є найбільшим підприємством в Росії за цим профілем. "ТОВ «Електроважмаш-Привід» — провідне підприємство Росії з виробництва турбогенераторів потужністю 2,5-160 тис. кВт і синхронних електродвигунів, випускаються також електродвигуни для викачування із свердловин питної води, тягові електродвигуни та генератори для залізниці і метрополітену. Легка промисловість представлена панчішно-рукавичною фабрикою (виробництво шкарпеток, рукавичок, жіночих колготок).

## Персоналії
- Крилатов Євген Павлович (1934—2019) — радянський і російський композитор.